# Голынец (Могилёвская область)
Голыне́ц — посёлок (до 2016 года — станция)) в составе Буйничского сельсовета Могилёвского района Могилёвской области Белоруссии.

## Географическое положение
Ближайшие населённые пункты: Добросневичи, Голынец 1, Голынец 2, Могилёв. Находится на железнодорожной ветке Могилёв — Осиповичи (станция Голынец).